# Катрук Роман Станіславович
Катрук Роман Станіславович (нар. 3 березня 1988, Путивль, Україна) — український музичний продюсер, музикант. Співвласник студії звукозапису FOXXSTUDIOS.

## Музична діяльність
Почав свій шлях у музиці Роман ставши гітаристом українського гурту «Відповідь to be», що виконує пісні англійською та українською мовами. Професійно займатись аранжуванням почав у 2018 році, у липні написав аранжування до пісні «Влажный Пляжный Движ» українського гурту MOZGI,[ангажоване джерело] а також разом з Вадимом Лисицею зробив аранжування до пісні «Ты Же Не Забыл» співачок Насті Каменських та Любові Успенської. У жовтні разом з Олексієм Завгороднім працював над аранжуванням до пісні «Полюбэ» гурту MOZGI, а з Вадимом Лисицею над аранжуванням до «Вода Ледяная» співака PTASHKIN. В грудні разом з Олексієм Потапенко та Олексієм Завгороднім зробив аранжування до пісні «Песня про лицо», розпочавши співпрацю з українським дуетом «Время и стекло». Також в 2018 році почав працювати у студії звукозапису FOXXSTUDIOS.
У березні 2019 року вийшов трек «Дим» гурту «Время и стекло», що виграла у номінації «Хіт року» музичної премії M1 Music Awards 2019, над аранжуванням до якої працював Роман. Також у квітні вийшов трек «Chooyka» гурту MOZGI, над якими також працював продюсер. У липні 2019 року в гурту «Время и стекло» вийшов альбом «Vislovo», над частиною треків якого працював Роман. У серпні написав аранжування до пісень «В Києві осінь» Наталії Могилевської, та «999» гурту MOZGI. На початку вересня працював над аранжуванням до пісні «Молоді» співачки Анни Добриднєвої.[ангажоване джерело] В кінці листопада вийшли пісні «Я покохала» Наталії Могилевської, та «Не відпущу» Марини Одольської, над якими також працював Роман. В кінці року вийшов фільм «Скажене Весілля 2», аранжування до одного з саундтреків якої (пісня «Свят! Свят! Свят!» співаків Потапа, Олі Полякової та Олега Винника) він написав разом з Вадимом Лисицею.
На початку 2020 року працював над аранжуванням пісень «Более или менее» співака DANTES, та «LiveLight» Марти Адамчук. В травні написав аранжування до пісні «ВОСПОМИНАНИЯ» Насті Каменських, а в серпні — до пісні «Белый танец» Олі Полякової. Також брав участь у створенні відео про створення альбому «Vislovo».
В квітні 2021 року Роман написав аранжування до пісні «Діаманти» співаків Олега Винника та Еліни Іващенко. У вересні в співачки Анни Трінчер вийшов трек «По губам», над музикою та аранжуванням до якої також працював продюсер.
В 2022 році працював над аранжуванням до пісень «Все буде добре, Оля» Олі Полякової, та «Гай, зелений гай» співака Dima Prokopov.
В січні 2023 року в співака Dima Prokopov та співачки Насті Балог вийшов кліп на колядку «Добрий вечір тобі, пане господарю», над аранжування до якого працювали Роман Катрук та Вадим Лисиця. У березні аранжувальник працював над треками альбому «Бойові Бобри» співака PTASHKIN, над піснею «Дика дичка» українсько-американського гурту HANUMIKE, а також над піснею-колаборацією «З тобою спокійно» співаків Dima PROKOPOV та Поліни Дашкової. У квітні та травні писав аранжування до пісень «Танцюю, як в останній раз» співачки Олі Полякової,[ангажоване джерело] «Спалахи» співака POSITIFF (номінована на премію MUZVAR AWARDS-2023 в категорії «Soundproducer | Найкращий саунд»), та «Якби не ти» співака Максима Бородіна. Улітку 2023 року вийшли треки «Силуети» співака SALEM, та «Позивний» співачки Наталії Могилевської, над аранжуванням яких працював продюсер, а також пісня «На радіо» співачки Насті Балог, до якої він спільно з Єгором Горловим та Настею Балог написав музику. У вересні гурт «Відповідь to be», вперше за останні 5 років, випустив пісню під назвою «4:30», над музикою до якої працював Роман. Також в кінці вересня він працював над аранжуванням до треку «Вірю не вірю» співаків Dima Prokopov та Kristonko. В жовтні працював над аранжуванням до пісні «Восени» юного співака Сергійко Мороза.

## Співпраця

### Артисти
- Настя Каменських (2018—2020)
- DANTES (2020)
- Оля Полякова
- PTASHKIN
- Наталія Могилевська
- POSITIFF
- Dima Prokopov
- Настя Балог
- Максим Бородін

### Гурти
- Время и стекло (2018—2020)
- MOZGI (2018—2019)